# Jardín de los Niños Héroes (Pachuca)
El Jardín de los Niños Héroes es un parque público ubicado en el centro histórico de Pachuca de Soto, en el estado de Hidalgo, en México. Este jardín ha sido conocido por distintos nombres a través de los años, Plazuela del Xixi, Plazuela de la Colecturía, Plaza del Colegio, Plaza de Peña y Ramírez, y Plaza Felipe Ángeles.

## Historia

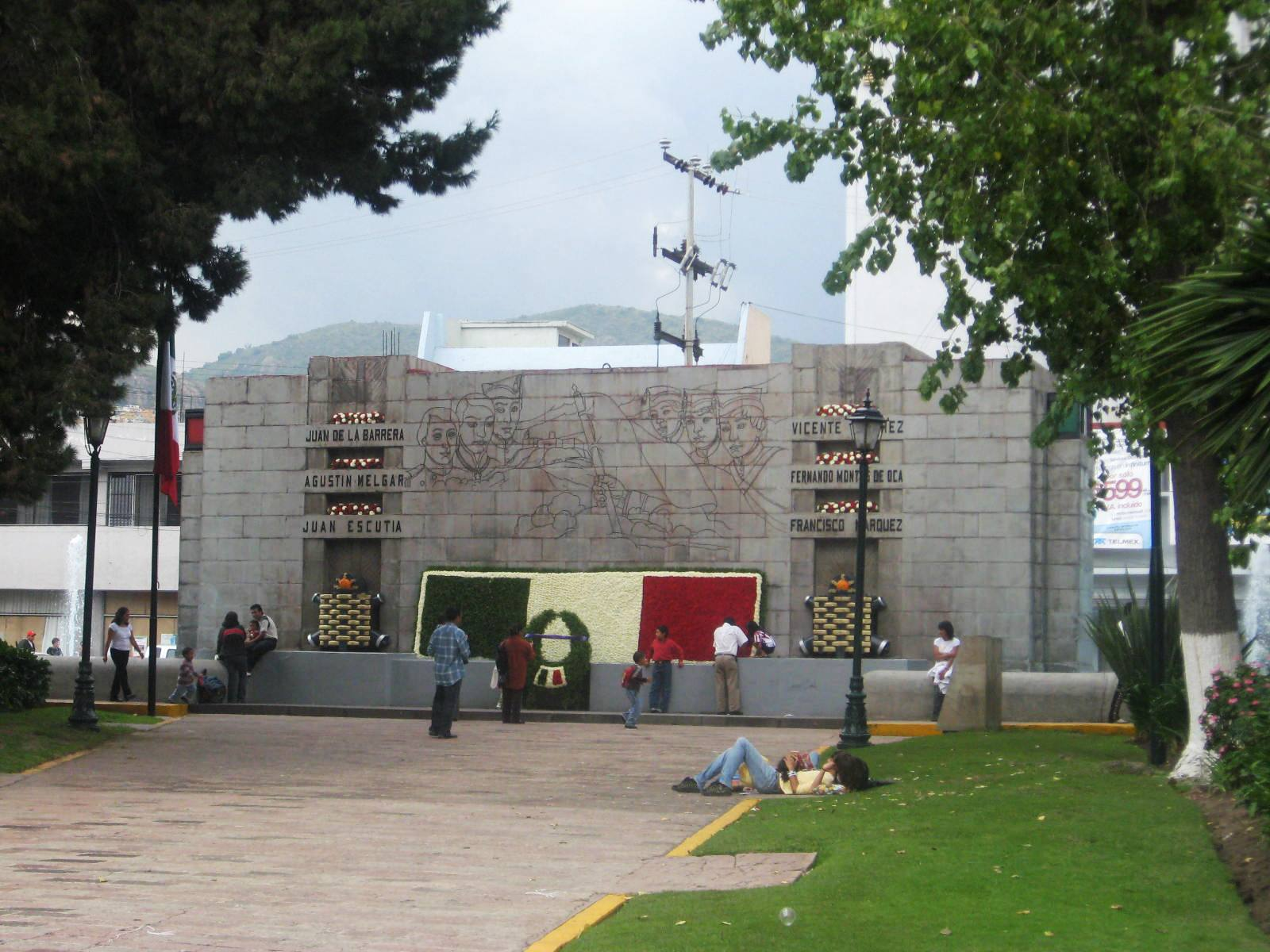
Jardín de los Niños Héroes en 2008.

Este lugar era conocido como la Plazuela del Xixi, donde se vendía carbón, leña, pulque y productos derivados del maguey como lazos, ayates, estropajos, escobetas, mecapales, escobetillas y el xixi, traído por los indígenas del Valle del Mezquital. El xixi es la raspadura del maguey que servía como detergente y blanqueador. En este lugar se encontraba el Edificio de la Colecturía, conocido así por ser donde se encontraba la colecturía de los diezmos de la Parroquia de la Asunción. El edificio era propiedad de la iglesia hasta que el entró el predio al dominio de la nación en virtud de las Leyes de Reforma.
Después de la Erección del Estado de Hidalgo, en 1869, el Hospital de Nuestra Señora de Guadalupe, fue donado por Juan C. Doria, al Instituto Literario y Escuela de Artes y Oficios (ILEAO). En vista de esta autorización, el 26 de febrero de 1869, se dio a conocer, que las clases empezarían el 3 de marzo; acontecimiento que no tuvo lugar sino hasta el 8 de marzo, en la casa de la Plazuela de la Colecturía. En el edificio donde se encuentra las oficinas del DIF Hidalgo. El tiempo transcurrió sin poder llevar a efecto las obras de adaptación del edificio, y no fue hasta el 5 de febrero de 1875, cuando pudo llevarse a efecto el traslado.
El 2 de julio de 1913, Francisco de Paula Olvera, gobernador interino de Hidalgo, quien aprueba la creación de la Escuela Normal Benito Juárez, que abrió sus puertas el 18 de julio, instalándose en el Edificio de la Colecturía. El edificio era de un solo piso, estaba formado de diecisiete aulas y tres vestíbulos que circundan un amplio patio. Sobre la puerta del costado poniente existía un rótulo: "Escuela Superior coeducativa "Ignacio M. Altamirano", y poco a la derecha una placa con esta inscripción: "Escuela Normal Mixta "Amado Nervo", siendo gobernador del Est. de Hidalgo el C. General Nicolás Flores, se inauguró esta escuela el 7 de mayo de 1916". El 17 de septiembre de 1916, se inauguró el Monumento a Amado Peredo, columna erigida como reconocimiento de sus alumnos por su dedicación a la enseñanza.
En 1921 la Escuela Normal Benito Juárez y otras escuelas, se incorporaron al ILEAO, llamándose Universidad de Hidalgo, en 1925, la Normal fue repuesta en su antiguo edificio; entre las escuelas Ignacio Manuel Altamirano, que tuvo carácter de plantel anexo para prácticas docentes, y la escuela primaria particular Benito Juárez, propiedad de Teodomiro Manzano. El gobernador, José Lugo Guerrero adquiere el Edificio de as Cajas de San Rafael donde en 1944, después de diversas adaptaciones, se instala la escuela Escuela Normal Benito Juárez.
En los años 1950 se demolió el Edificio de la Colecturía, y se construyó el Monumento a los Niños Héroes. El monumento se inauguró el 13 de marzo de 1957, con la presencia del gobernador del estado de Hidalgo, Quintín Rueda Villagrá y los generales Pablo Macías, Tomás Herrera y Samuel Urbina. En el año 2015, en el jardín se realizó una importante remodelación, con motivo de la construcción de Tuzobús.
El 12 de abril de 2020, para evitar congregación de personas y la propagación del SARS-CoV-2; el Ayuntamiento de Pachuca de Soto procedió a la sanitización del lugar, y luego se acordonó el perímetro para limitar el acceso; esto para manejar la pandemia de enfermedad por COVID-19 en la ciudad.

## Arquitectura

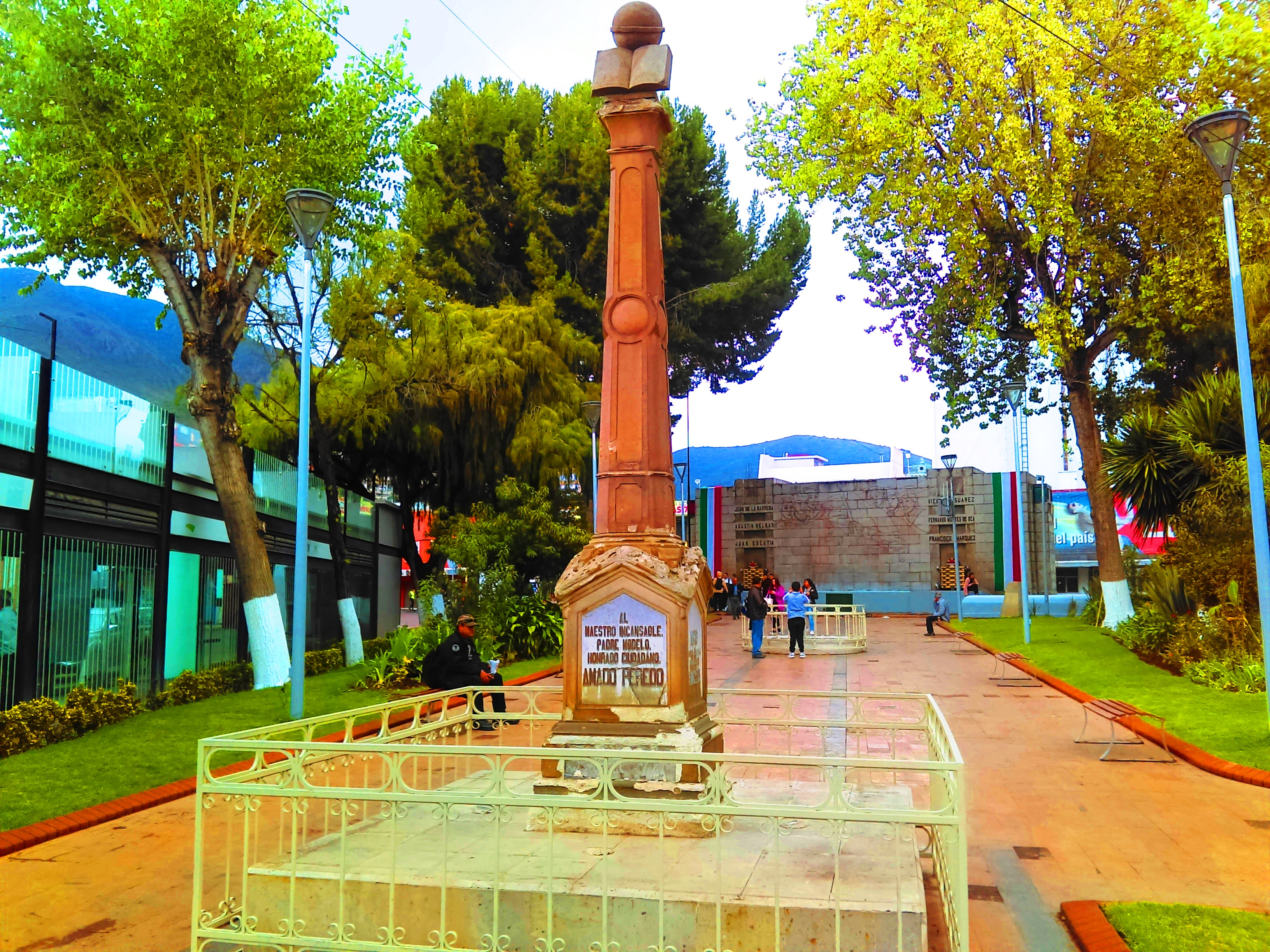
Monumento a Amado Peredo

Algunos de los edificios que se encuentran en las inmediaciones de la plaza son:
- El Monumento a los Niños Héroes, consiste en una pieza de concreto con forma de prisma rectangular, a los costados cuenta con dos fuentes, las cuales emergen a nivel del piso y están flanqueadas cada una por una columna rectangular que se localiza también a los costados del monumento, cada columna está coronada por una bandera mexicana.[10] Al frente del monumento y al centro se localiza un grabado de los seis Niños Héroes, la bandera de México y el Castillo de Chapultepec, a cada lado del grabado y sobre el escudo del Heroico Colegio Militar, aparecen los nombres: Juan de la Barrera, Agustín Melgar, Juan Escutia (parte izquierda), y Vicente Suárez, Fernando Montes de Oca y Francisco Márquez (parte derecha).[10]

- El Monumento a Amado Peredo, monumento desplantado en un zócalo rectangular en piedra cetrina, rematado el capitel con un libro abierto coronado con un globo terráqueo, simbolizando la enseñanza universal, protegido con un artístico barandal en fierro forjado en fragua de carbón.[2]

- Reloj de Sol, reloj solar circular con números romanos, se encuentra enrejado por un barandal en fierro forjado.